# IX Всемирный фестиваль молодёжи и студентов
IX Всемирный фестиваль молодёжи и студентов — фестиваль, который проходил с 28 июля по 6 августа 1968 года в столице Болгарии Софии. Мероприятие состоялось под лозунгом «За солидарность, мир и дружбу» и собрало более 20 000 участников из 138 стран.

## История
Фестиваль планировался в период роста антивоенного и студенческого движения в капиталистических странах, расцвета движения хиппи и, одновременно, в разгар холодной войны.
Первоначально мероприятие планировалось провести в Алжире летом 1965 года, но из-за произошедшего в этой стране военного переворота дату пришлось перенести, а новым местом проведения фестиваля стала Болгария.
Основой политической программы фестиваля был протест против «империалистической войны под руководством США против освободительного движения в третьем мире, особенно в Индокитае», в частности — против войны во Вьетнаме. Вьетнамская война в те дни была главным объектом международной критики и один из дней фестиваля был целиком посвящён акциям солидарности с «героической борьбой вьетнамского народа против неоправданной агрессии американского империализма». По завершении «митинга солидарности с народом борющегося Вьетнама» из Болгарии был отправлен рейс в порт Хайфон с грузом собранной в рамках подготовки к фестивалю гуманитарной помощи.
Помимо этого в программе фестиваля были акции солидарности в пользу освободительного движения против апартеида в Южной Африке, в поддержку «действий арабской молодежи против израильской агрессии», а также в поддержку борьбы за независимость португальских колоний и в поддержку революционных движений в Латинской Америке.
Через две недели после фестиваля был осуществлён ввод советских войск в Чехословакию, что привело в том числе и к расколу в мировом антивоенном движении.

## Культурная программа
- Первая женщина-космонавт Валентина Терешкова работала председателем жюри музыкальных конкурсов фестиваля.
- 20-летняя советская певица София Ротару завоевала на фестивале золотую медаль и первую премию в конкурсе исполнителей народных песен.